# Język burginioński

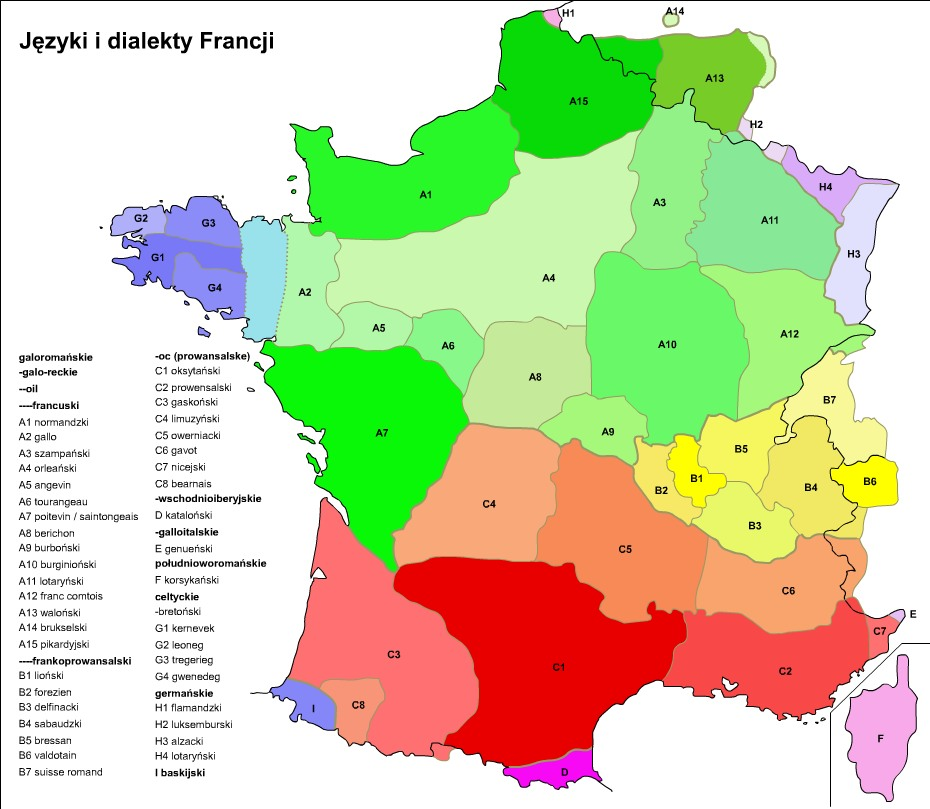
Języki i dialekty Francji

Język burginioński (Bourguignon) – język romański z grupy langues d’oïl, używany przez mieszkańców Burgundii, regionu w centralnej części Francji. Dzieli się na dialekty auxois, beaunois, charollais i morvandiau. Był językiem Bernarda de la Monoye'a. Często uznawany za dialekt języka francuskiego. Obecnie zanikający.